# Ibrahima Baldé
Ibrahima Baldé, noto semplicemente come Ibrahima (Pikine, 4 aprile 1989), è un calciatore senegalese, attaccante del Miracle Değirmenlik.

## Carriera

### Nazionale
Ha partecipato ai Giochi Olimpici di Londra 2012, nei quali ha giocato 3 partite, segnando anche una rete.
Tra il 2012 ed il 2013 ha totalizzato complessivamente 3 presenze ed una rete con la nazionale maggiore senegalese.

## Statistiche

### Cronologia presenze e reti in nazionale
| Cronologia completa delle presenze e delle reti in nazionale ― Senegal | Cronologia completa delle presenze e delle reti in nazionale ― Senegal | Cronologia completa delle presenze e delle reti in nazionale ― Senegal | Cronologia completa delle presenze e delle reti in nazionale ― Senegal | Cronologia completa delle presenze e delle reti in nazionale ― Senegal | Cronologia completa delle presenze e delle reti in nazionale ― Senegal | Cronologia completa delle presenze e delle reti in nazionale ― Senegal | Cronologia completa delle presenze e delle reti in nazionale ― Senegal |
| Data                                                                   | Città                                                                  | In casa                                                                | Risultato                                                              | Ospiti                                                                 | Competizione                                                           | Reti                                                                   | Note                                                                   |
| ---------------------------------------------------------------------- | ---------------------------------------------------------------------- | ---------------------------------------------------------------------- | ---------------------------------------------------------------------- | ---------------------------------------------------------------------- | ---------------------------------------------------------------------- | ---------------------------------------------------------------------- | ---------------------------------------------------------------------- |
| 25-5-2012                                                              | Marrakech                                                              | Marocco                                                                | 0 – 1                                                                  | Senegal                                                                | Amichevole                                                             | -                                                                      |                                                                        |
| 2-6-2012                                                               | Dakar                                                                  | Senegal                                                                | 3 – 1                                                                  | Liberia                                                                | Qual. Mondiali 2014                                                    | 1                                                                      |                                                                        |
| 14-8-2013                                                              | Saint-Leu-la-Forêt                                                     | Zambia                                                                 | 1 – 1                                                                  | Senegal                                                                | Amichevole                                                             | -                                                                      |                                                                        |
| Totale                                                                 |                                                                        | Presenze                                                               | 3                                                                      |                                                                        | Reti                                                                   | 1                                                                      |                                                                        |

| Cronologia completa delle presenze e delle reti in nazionale ― Senegal olimpica | Cronologia completa delle presenze e delle reti in nazionale ― Senegal olimpica | Cronologia completa delle presenze e delle reti in nazionale ― Senegal olimpica | Cronologia completa delle presenze e delle reti in nazionale ― Senegal olimpica | Cronologia completa delle presenze e delle reti in nazionale ― Senegal olimpica | Cronologia completa delle presenze e delle reti in nazionale ― Senegal olimpica | Cronologia completa delle presenze e delle reti in nazionale ― Senegal olimpica | Cronologia completa delle presenze e delle reti in nazionale ― Senegal olimpica |
| Data                                                                            | Città                                                                           | In casa                                                                         | Risultato                                                                       | Ospiti                                                                          | Competizione                                                                    | Reti                                                                            | Note                                                                            |
| ------------------------------------------------------------------------------- | ------------------------------------------------------------------------------- | ------------------------------------------------------------------------------- | ------------------------------------------------------------------------------- | ------------------------------------------------------------------------------- | ------------------------------------------------------------------------------- | ------------------------------------------------------------------------------- | ------------------------------------------------------------------------------- |
| 26-7-2012                                                                       | Manchester                                                                      | Regno Unito olimpica                                                            | 1 – 1                                                                           | Senegal olimpica                                                                | Olimpiadi 2012 - 1º turno                                                       | -                                                                               |                                                                                 |
| 1-8-2012                                                                        | Coventry                                                                        | Senegal olimpica                                                                | 1 – 1                                                                           | Emirati Arabi Uniti olimpica                                                    | Olimpiadi 2012 - 1º turno                                                       | -                                                                               |                                                                                 |
| 4-8-2012                                                                        | Londra                                                                          | Messico olimpica                                                                | 4 – 2                                                                           | Senegal olimpica                                                                | Olimpiadi 2012 - Quarti di finale                                               | 1                                                                               |                                                                                 |
| Totale                                                                          |                                                                                 | Presenze                                                                        | 3                                                                               |                                                                                 | Reti                                                                            | 1                                                                               |                                                                                 |

## Palmarès

### Club

#### Competizioni internazionali
- UEFA Europa League: 1

Atlético Madrid: 2009-2010

#### Competizioni nazionali
- Campionato rumeno: 1

CFR Cluj: 2017-2018